# Bejo Zaden
Bejo Zaden B.V. is een internationaal bedrijf dat actief is in de veredeling, productie, bewerking en verkoop van kwaliteitszaden voor de groenteteelt. Bejo is ontstaan uit het samengaan van de zaadbedrijven van Jacob Jong (opgericht in 1899) en Cor Beemsterboer (opgericht in 1912). In de jaren zestig werkten deze bedrijven samen op het gebied van nieuwe veredelingstechnieken, wat in 1978 leidde tot een fusie onder de huidige naam Bejo. In de jaren ‘ 80 volgde een periode van expansies, met vestigingen in meerdere landen in Europa.
In 2018 bestaat het assortiment van Bejo uit meer dan 1.200 rassen verdeeld over ongeveer 50 gewassen. Tot dit assortiment behoren onder meer brassica’s, wortelen, uien en asperges. De gewassen worden veredeld in de veredelingsstations in Nederland, Guatemala, India, Italië en Polen. In 2020 bestaat het bedrijf uit ongeveer 1.900 medewerkers, waarvan 700 in Nederland. Bejo levert zaden in zo’n 100 landen en heeft tientallen vestigingen in Europa, Noord- en Zuid-Amerika, Oceanië, Azië en Afrika. Het hoofdkantoor is gevestigd in Warmenhuizen.
Bejo Zaden maakt deel uit van Seed Valley, een samenwerkingsverband van bedrijven in Noord-Holland die zich bezighouden met tuinbouwproducten.